# 索尔诺基·玛丽尧
索尔诺基·玛丽尧（匈牙利語：Szolnoki Mária，1947年6月16日—），匈牙利女子击剑运动员。她曾代表匈牙利参加1972年夏季奥林匹克运动会击剑比赛，获得女子团体花剑银牌。